# Neobarbella comes
Neobarbella comes är en bladmossart som beskrevs av Noguchi 1948. Neobarbella comes ingår i släktet Neobarbella och familjen Lembophyllaceae. Inga underarter finns listade i Catalogue of Life.